# Утєхін Андрій Георгійович
Андрій Георгійович Утєхін — радянський партійний та сільськогосподарський діяч, секретар Херсонського обласного комітету КП(б)У. Кандидат сільськогосподарських наук.

## Біографія
Освіта вища. Член ВКП(б).
На 1935 рік — старший агроном Куйбишевської машинно-тракторної станції (МТС) Куйбишевського краю РРФСР. На 1937 рік — старший агроном Кротовської МТС Куйбишевської області РРФСР.
На 1940—1941 роки — науковий працівник Одеського селекційно-генетичного інституту. Працюввав під керівництвом Трохима Лисенка.
Під час німецько-радянської війни перебував в евакуації в східних районах СРСР.
З квітня 1944 по вересень 1947 року — завідувач сільськогосподарського відділу Херсонського обласного комітету КП(б)У.
У вересні (затв.) 1947 — травні 1950 року — 3-й секретар Херсонського обласного комітету КП(б)У.
У червні 1950 — 1952 року — 1-й заступник міністра бавовництва Української РСР.
На 1960—1962 роки — завідувач сектору сільськогосподарського відділу ЦК КПРС по союзних республіках у Москві.
Автор багатьох наукових праць в галузі сільськогосподарських наук. Був співавтором «Календаря колгоспника на 1957 рік», підручника «Світове сільське господарство» (Москва, 1964; 2-е вид. Москва, 1966; 3-е вид. Москва, 1970).
Подальша доля невідома.

## Нагороди
- орден Леніна (30.12.1935)
- три ордени «Знак Пошани» (6.08.1940, 23.01.1948, 15.09.1961)
- медалі